# بازی (فیلم ۱۳۸۷)
بازی نام فیلم تلویزیونی ساخت ایران است که در بهار ۱۳۸۷ برای پخش از شبکه ۳ سیمای جمهوری اسلامی ایران ساخته شد.

## شناسنامه
- مدت: ۹۰ دقیقه
- سیستم ضبط: دی‌وی‌کم
- شبکهٔ تلویزیونی سفارش‌دهنده: شبکه سوم سیما

## طرح
پیشنهاد دستمزدی گزاف برای فرستادن یک عتیقه گرانبها به خارج کشور، جلال عتیقه فروش (سیروس ابراهیم‌زاده) و دخترش هدیه (بهاره رهنما) را وسوسه می‌کند تااز رفاقتشان بایک مامور کهنسال گمرگ سوءاستفاده کنند. امادرست قبل ازاجرای نقشه، پیرمرداز دنیا می‌رود و کارمندی مقرراتی به نام کامران (سروش صحت) جایش رامی‌گیرد که معلوم نیست چطور می‌شود با او کنار آمد!

## بازیگران و نقش‌ها
| بازیگر            | نقش    |
| ----------------- | ------ |
| بهاره رهنما       | هدیه   |
| سروش صحت          | کامران |
| سیروس ابراهیم‌زاده | جلال   |
| راضیه برومند      | فخری   |
| اردشیر کاظمی      | صبوری  |

## دست‌اندرکاران

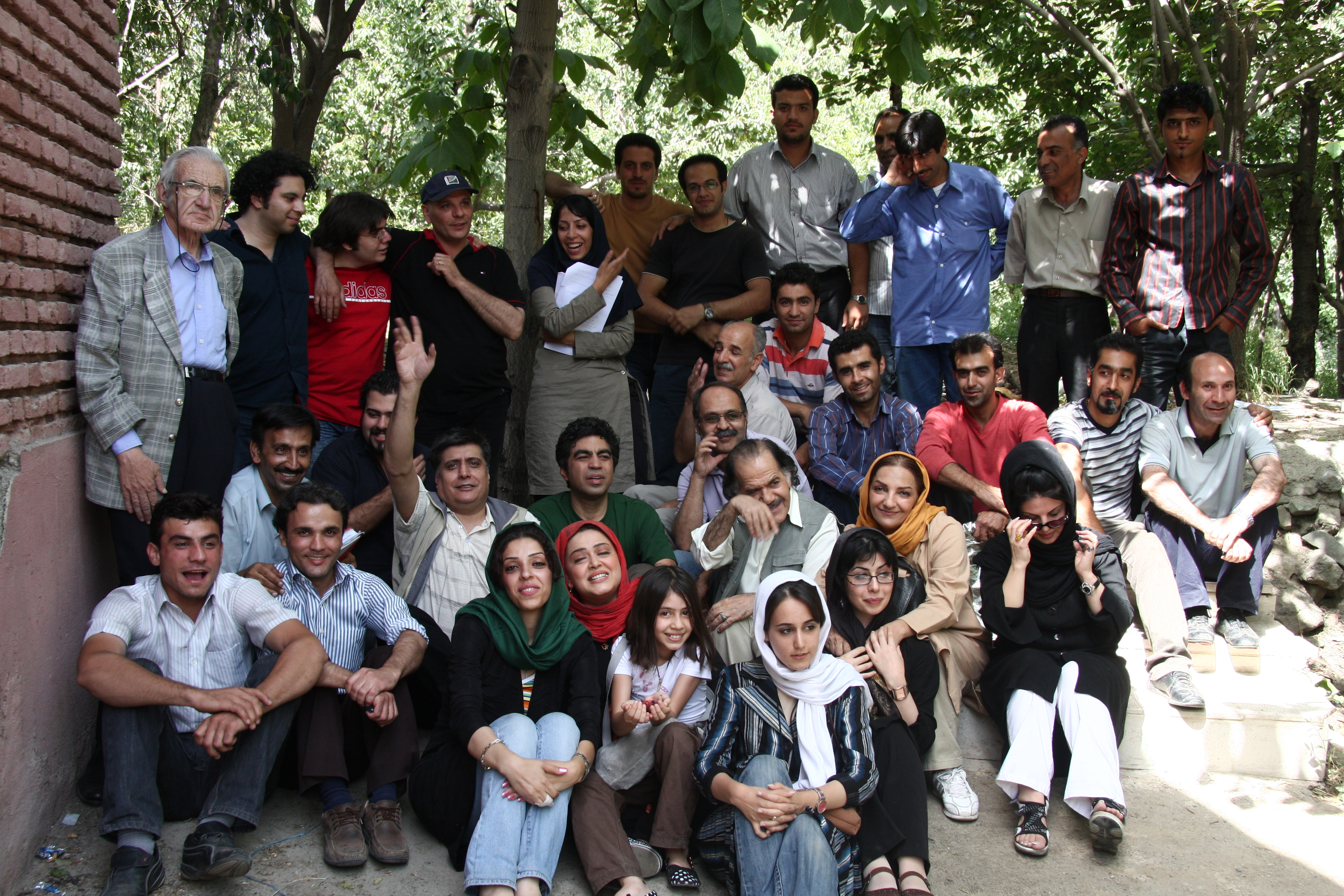
دست‌اندرکاران تله‌فیلم بازی در آخرین روز ضبط این فیلم

| نام             | سمت                         |
| --------------- | --------------------------- |
| کارگردان        | سروش صحت                    |
| فیلم‌نامه‌نویس    | علی‌رضا محمودی               |
| تهیه‌کنندگان     | همایون اسعدیان، مصطفی عزیزی |
| مدیر فیلم‌برداری | محمد کاظمی                  |
| طراح صحنه       | رضا ترابی                   |
| موسیقی          | مهرزاد خواجه امیری          |
| تدوین           | خشایار موحدیان              |
| برنامه‌ریز       | ژرژ هاشم‌زاده                |
| منشی صحنه       | آسیه حیدری                  |
| مدیر تولید      | مهدی آقامحمدی               |
| مدیر تدارکات    | حسن عقیلی                   |